# Blesse (Patriziergeschlecht)

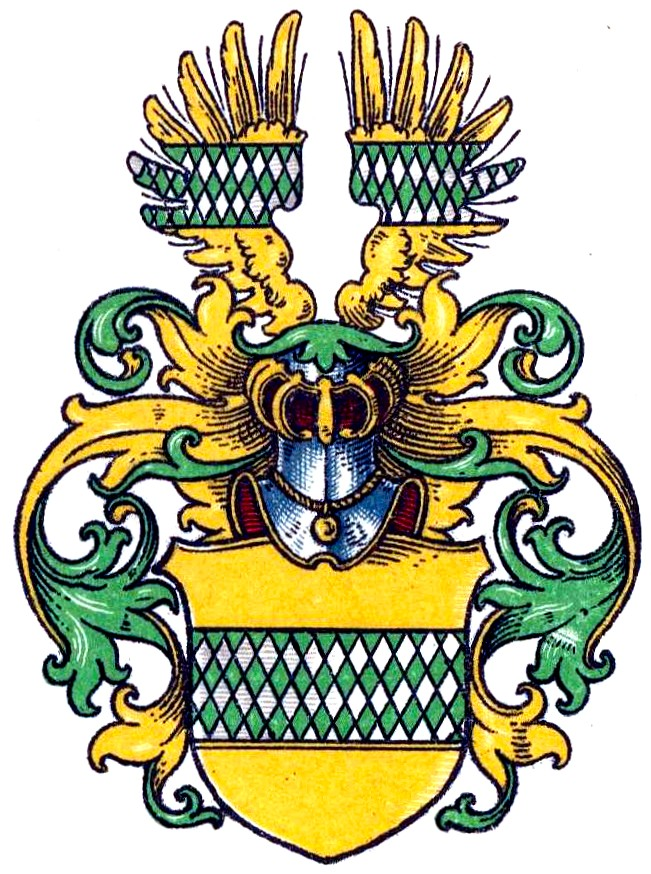
Wappen der Blesse

Blesse ist der Name eines um 1500 im Mannesstamm erloschenen, westfälischen Burgmann- und Patriziersgeschlechts. Eine Stammesverwandtschaft zu den von der Burg Plesse, einem bischöflich Paderborner Lehen, stammenden Herren von Plesse bestand nicht.

## Geschichte
Das Geschlecht erscheint ab Mitte des 14. Jahrhunderts in Werl. Dort war es unter den Werler Erbsälzern, gemessen an der Anzahl der Familienvertreter im Werler Rat, eines der „kleinen“ Geschlechter, im Gegensatz zu den „großen“ Geschlechtern, wie z. B. die von Lilien oder die von Pape. Die Herkunft der Familie Blesse wird auf dem Blessenhof in Stockum an der Möhne vermutet.
Die erste erscheinende Person der Familie Blesse war Everd (Ebhertes) Blesse, der in einer Urkunde aus dem Jahr 1368 genannt wird. Er war Werler Ratsherr. Bedeutendster Vertreter der Familie war Johann Blesse (urkundl. 1456−†1492). Er war wie sein Vater Everd Bürgermeister von Werl, darüber hinaus kurkölnischer Kellner zu Arnsberg. Seine Ehefrau war Geudeke Wrede aus dem Hause Scheidingen-Wasserhausen, die Gut Wasserhausen in die Ehe brachte. Johann Blesse gehörte 1485 zu den Stiftern der Erbsälzer-Vikarie zu Werl. Mit dem Tod von Johann Blesse erlosch das Geschlecht im Mannesstamm. Die Tochter Elisabeth Blesse, die 1527 noch lebte, heiratete den Werler Erbsälzer, Ratsherrn und Bürgermeister Hermann Lilie (vor 1453–1516), ihre Schwester Ursula Blesse den Werler Erbsälzer Wilhelm von Papen, eine weitere Schwester den ritterbürtigen Anton von Bruringhausen (auch Bruwerdinghausen, Burgmanngeschlecht zu Rüthen), Gutsbesitzers von Westrich bei Werl.

## Wappen
Blasonierung: In Gold ein von Grün und Silber zu drei Plätzen gerauteter Balken. Auf dem Helm ein offener goldener Flug mit dem Rautenbalken. Die Helmdecken sind grün-golden.